# Pallavolo ai XIX Giochi asiatici
La pallavolo ai XIX Giochi asiatici si è disputata durante la XIX edizione dei Giochi del Sud-est asiatico, che si è svolta a Hangzhou nel 2023.

## Podi
| Evento                         | Oro  | Argento  | Bronzo     |
| Pallavolo maschile (dettagli)  | Iran | Cina     | Giappone   |
| Pallavolo femminile (dettagli) | Cina | Giappone | Thailandia |